# Lubuk Raya (Baru)
Lubuk Raya is een bestuurslaag in het regentschap Padang Sidempuan van de provincie Noord-Sumatra, Indonesië. Lubuk Raya telt 1226 inwoners (volkstelling 2010).